# Efedrin
Efedrin är en alkaloid med stimulerande verkan.
Flera växter av typen efedraväxter innehåller efedrin, bland annat Ephedra distachya. Efedra, i Kina kallad mahuang (kinesiska: 麻黄?, pinyin: máhuáng), har nyttjats i Kina sedan Handynastin.

## Historia
Etnofarmakologin fick ett uppsving under slutet av 1800-talet vilket kan härledas till förbättrade analysmetoder samt till upptäckarna. Upptäckarna såg ofta effekter av olika material "i fält" och skickade dessa, ofta till Europa, för bearbetning. Efedrin växte fram ur ett sådant material – två gånger, en gång i slutet av 1800-talet och en gång till på 1920-talet.
Nagayoshi Nagai isolerade efedrin första gången 1885. Nagai utgick då från en växtbaserad drog som använts I Kina under cirka 2 000 år mot bland annat feber. Det tyska företaget E Merck upprepade sedan Nagais arbete. Det föll i glömska fram till 1920-talet då det återupptäckas av två amerikanska läkare. Läkarna arbetade med att prova "några av de mest populära av de gamla kinesiska läkemedlen" i Peking. De fick intressanta resultat av ett extrakt av Ephedra  och efedrin syntetiserades igen 1927.

## Kemi

### Syntes
Efedrin började syntetiseras på 1920-talet och exporterades från Kina till Västvärlden.

### Egenskaper
Efedrin är lösligt i vatten, etanol, kloroform och dietyleter, och förekommer i flera isomera former.
Isoefedrin har strukturen HO∙CH(C6H5)∙CH(CH3)∙NH(CH3), vilket kan tolkas som ett derivat av en alifatisk amin.
Efedrin kan användas vid framställning av metamfetamin i en reduktionsprocess.

## Farmakologi
Efedrin ökar aktiviteten hos noradrenalin på postsynaptiska alfa- och betareceptorer. Det frisätter även noradrenalin i centrala nervsystemet. Efedrinets verkan avtar med upprepad tillförsel då det uppstår en toleransökning.
Efedrin metaboliseras av levern och utsöndras genom njurarna med en halveringstid på 3–6 timmar.

## Användning
Efedrin kan ha en psykostimulerande effekt på liknande sätt som amfetamin, och enskilda patienter som använt sig av efedrin mot astma har upplevt det som en besvärande biverkan. Patienterna kan inte sova, får nervryckningar, har tendenser att tala för mycket och är skakiga i händerna. Missbruk av efedrin förekommer men är sällsynt. Det förekommer att bl a kroppsbyggare använder efedrinpreparat för minskning av fettvävnad och som prestationshöjare. Läkemedelsverket varnar för skador på hjärt- och kärlsystemet vid missbruk av efedrinpreparat. Efedrin ingår i hostmediciner, då det vidgar bronkerna, och i näsdroppar.
Efedrin är receptbelagt i Sverige och i många andra, men inte alla, länder. När det ordineras för medicinskt bruk är det ofta kombinerat med andra ämnen för att ge god effekt. Handelsnamn för sådana kombinationspreparat är:
| - Broncal - Bronchobel - Clarix - Colimax | - Ephedronguent - Folex - Kamfeine - Mepecton |

Amfetaminpreparat har likartade perifera nervösa verkningar som efedrin. Dessutom har de förmågan att kraftigt stimulera centrala nervsystemet. Amfetamin metaboliseras till fenylättiksyra.
Efedrin har använts av muskelbyggare i samband med "deffning", bland annat i form av ett kombinationspreparat vid namn ECA stack. I Sverige såväl som utomlands klassas efedrin enligt World Anti-Doping Agency (WADA) som ett dopningspreparat vid tävling. Ett positivt resultat för efedrin vid dopningstest ger upp till två års avstängning. WADA:s gräns för påvisbar halt av efedrin i urin ligger vid 10 µg/ml.

### Biverkningar
| - Andnöd - Eufori - Feberkänsla - Förvirring - Hallucinationer - Hjärtklappning | - Huvudvärk - Kramper - Kräkning - Magsmärta - Muntorrhet - Spasmer | - Svettning - Svimningskänsla - Sömnlöshet - Tremor - Ångest |

## Galleri

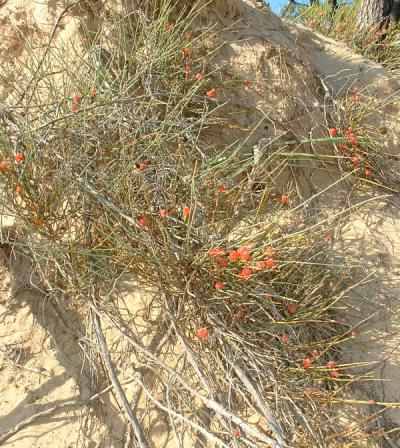
Ephedra distachya L.
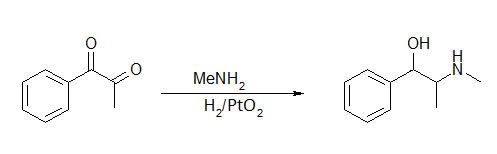
Syntesförfarande
(+)-efedrin
(-)-efedrin
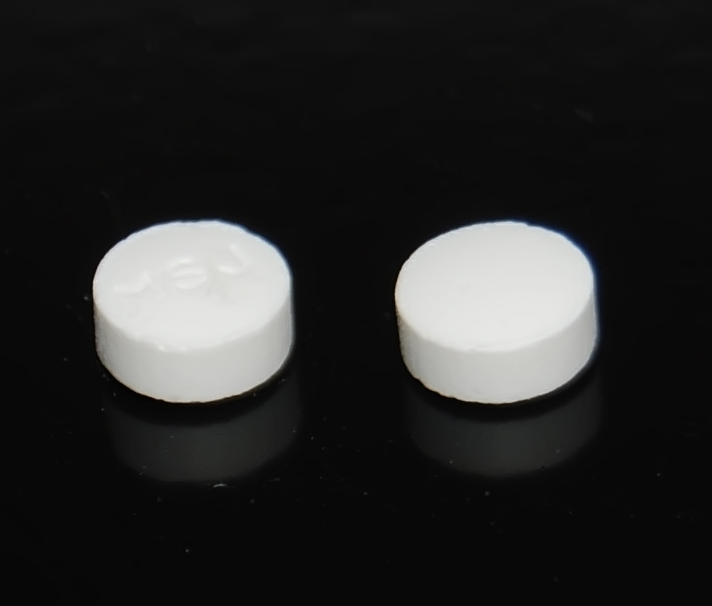
Tabletter, Efedrin 30 mg